# Ludington (Míchigan)
Ludington es una ciudad ubicada en el condado de Mason en el estado estadounidense de Míchigan. En el Censo de 2010 tenía una población de 8076 habitantes y una densidad poblacional de 842,06 personas por km².

## Geografía
Ludington se encuentra ubicada en las coordenadas 43°57′26″N 86°26′35″O / 43.95722, -86.44306. Según la Oficina del Censo de los Estados Unidos, Ludington tiene una superficie total de 9.59 km², de la cual 8.72 km² corresponden a tierra firme y (9.05%) 0.87 km² es agua.

## Demografía
Según el censo de 2010, había 8076 personas residiendo en Ludington. La densidad de población era de 842,06 hab./km². De los 8076 habitantes, Ludington estaba compuesto por el 92.22% blancos, el 1.14% eran afroamericanos, el 1.4% eran amerindios, el 0.64% eran asiáticos, el 0% eran isleños del Pacífico, el 2.03% eran de otras razas y el 2.56% pertenecían a dos o más razas. Del total de la población el 6.34% eran hispanos o latinos de cualquier raza.